# (991) Макдональда
(991) Макдональда (лат. McDonalda) — астероид главного пояса астероидов, принадлежащий к спектральному классу С. Астероид был открыт 24 октября 1922 года российско-американским астрономом Отто Людвиговичем Струве в обсерватории Уильямс-Бэй, США и назван в честь обсерватории Мак-Доналд, которую Струве помог основать в 1939 году.

## Орбита
Астероид располагается во внешней части главного пояса астероидов на расстоянии 2,64—3,64 а. е. от Солнца. Его орбита имеет эксцентриситет 0,157 и наклон относительно эклиптики 2°. Параметры орбиты характерны для астероидов крупного семейства Фемиды, к которому Макдональда и причисляют.

## Физические характеристики
Согласно классификации Толена, Макдональда принадлежит к самому распространённому классу углеродных астероидов С, что типично для астероидов семейства Фемиды.
По данным исследований, проведённых инфракрасными спутниками Akari и WISE, отражающая способность астероида равна 0,04. Астероид достаточно тёмный. Исходя из яркости и альбедо, рассчитан диаметр астероида, который равен 38,6 км.
Это один из немногих астероидов первой тысячи, для которых на 2015 год нет кривых блеска и нет данных о периоде обращения вокруг оси.